# Habibullah Khan
Habibullah Khan, född 3 juni 1872, död 20 februari 1919, var emir av Afghanistan.
Habibullah efterträdde 1901 sin far Abd ar-Rahman, mördades 1919 och efterträddes efter ett kort mellanspel av sin son Amanullah Khan
Han ville reformera landet med andra metoder än sin far, som var känd för sin hänsynslöshet. Han humaniserade rättssystemet och upplöste den fruktade hemliga polisen, och han bidrog till att starta en nationalistisk tidning som blev en plattform för reformer. 1903 öppnades landets första gymnasieskola och 1913 landets första statliga sjukhus.
Under första världskriget lyckades Habibullah hålla Afghanistan neutralt trots påtryckningar att stödja Turkiet och Tyskland mot britterna. Han mördades år 1919 och det tros ha berott på den politiken.